# Basardilla
Basardilla es un municipio y localidad española de la provincia de Segovia, en la comunidad autónoma de Castilla y León. En 2021 contaba con 168 habitantes. Está situado entre los ríos Pirón y Polendos a 12 km de Segovia capital.
En su término existe el despoblado de Los Alamillos.

## Toponimia

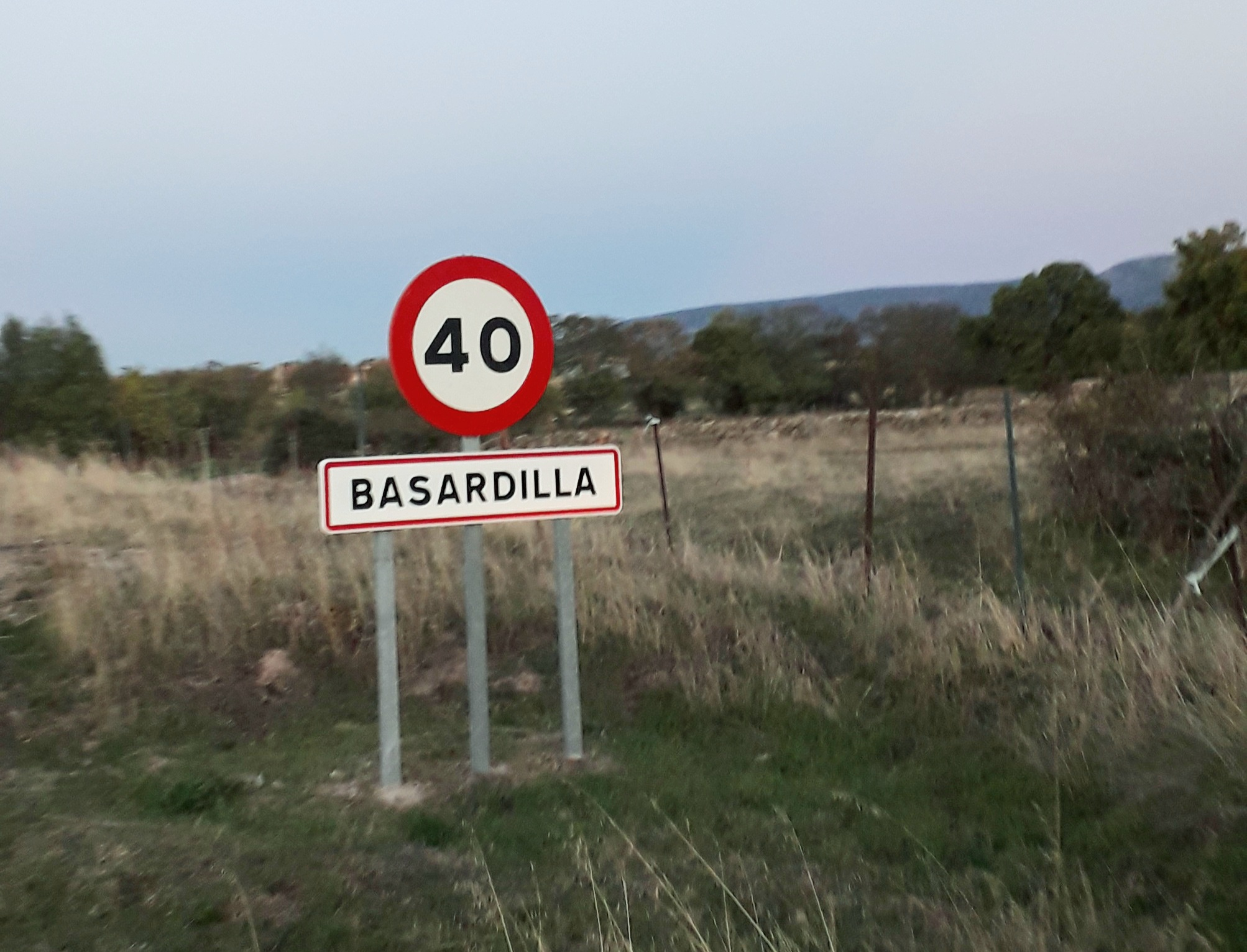
Nombre del municipio en la señal que indica la entrada a la zona urbanizada

Aparece citada como Val Sardiella en 1247 y en 1591 ya se habían unido las dos palabras. La palabra sarda deriva del radical prerromano sard-, con el significado de ‘monte, maleza’. De origen y significado similares son el castellano zarza, el aragonés sarda, el vasco zarta o el asturleonés sardón. El topónimo significaría, por tanto, valle de la zarcilla. Otra teoría lo deriva del latín vallem ‘valle, hueco’ y exsarritare ‘despejar maleza’ y el diminutivo -illa; se trataría de un pequeño lugar donde hubo que desbrozar para edificar. También puede ser que el nombre lo llevaron repobladores burgaleses desde Olmedillo de Roa, donde se encuentra la ermita de Nuestra Señora de Basardilla.

## Geografía

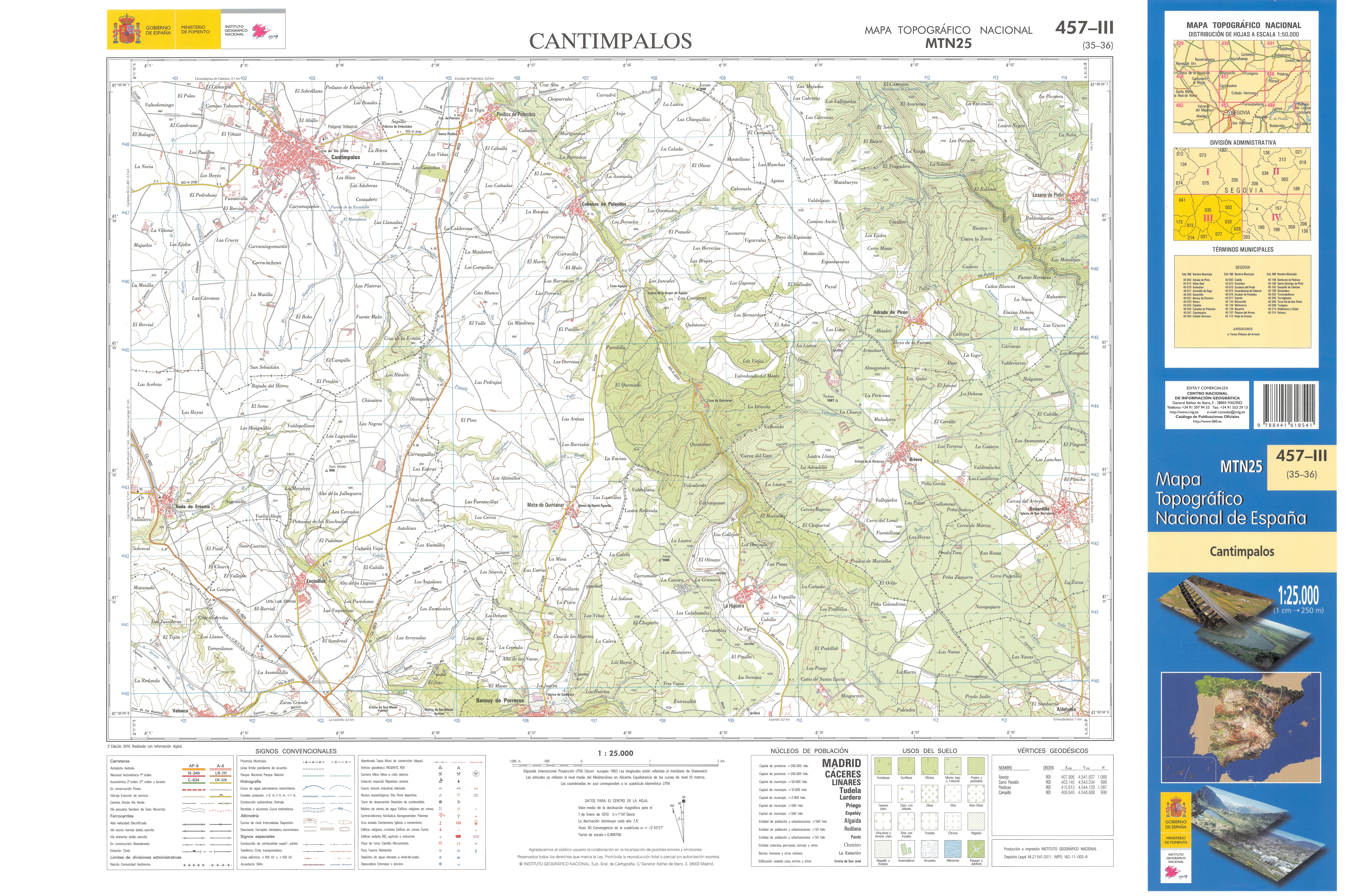
Fragmento de la hoja 457 del Mapa Topográfico Nacional de España de 2010 en el que se representa parte de Basardilla

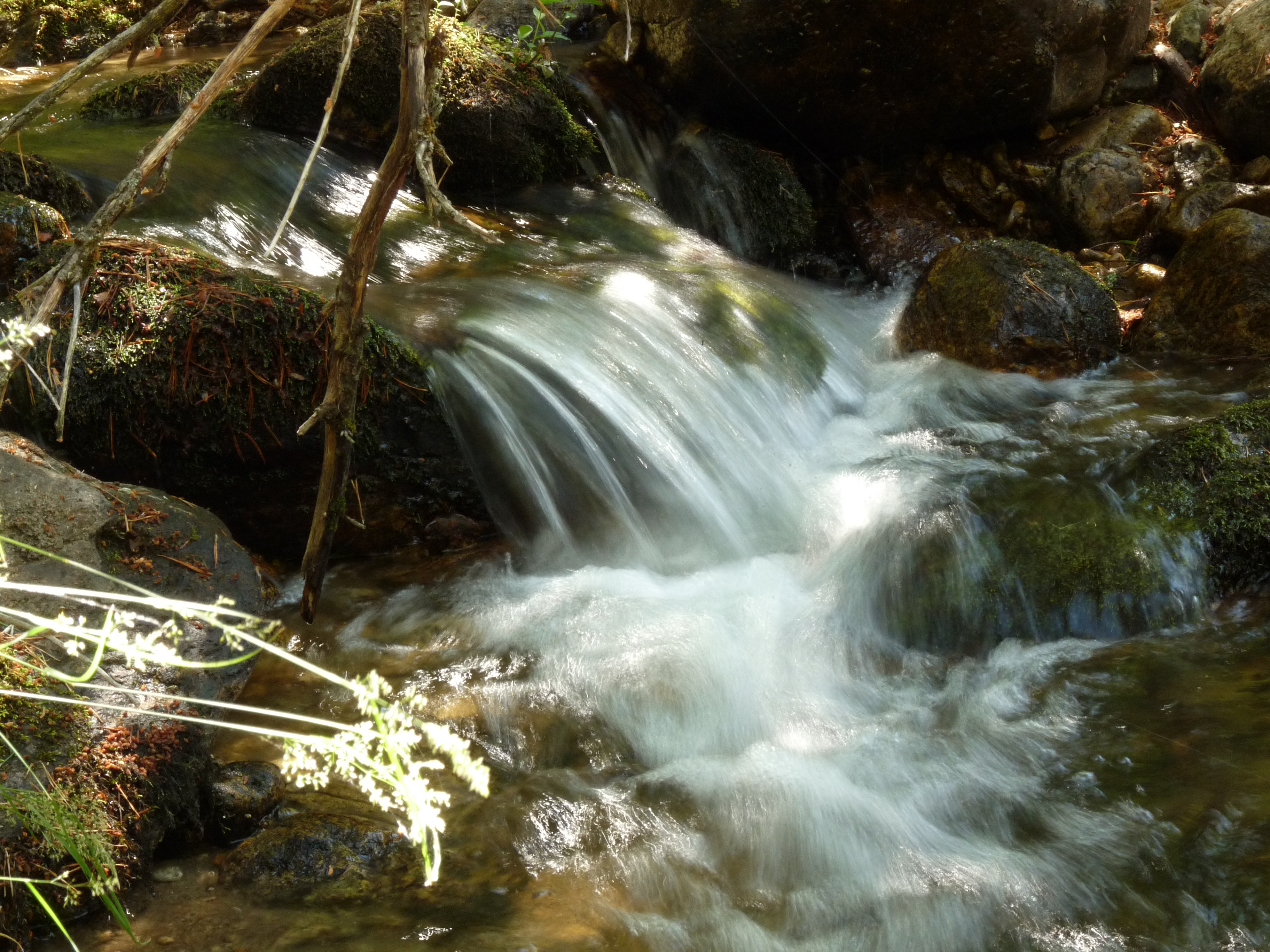
Arroyo de las Corzas a su paso por el término municipal

Integrado en la Comunidad de Ciudad y Tierra de Segovia, concretamente en el Sexmo de San Lorenzo, se sitúa a 15 kilómetros de la capital segoviana. El término municipal está atravesado por la carretera nacional N-110 entre los pK 177 y 178, además de por las carreteras locales SG-P-2222, que permite la comunicación con Torrecaballeros y Brieva, y SG-V-2362, que conecta con Santo Domingo de Pirón. 
El relieve del municipio está formado por la ladera occidental de la sierra de Guadarrama y la llanura que le da continuidad por el oeste. La altitud oscila entre los 2000 metros en el límite con la provincia de Madrid, cerca del puerto de Malagosto (1928 metros), y los 1080 metros, en el límite con Brieva. El pueblo se alza a 1091 metros sobre el nivel del mar. 
Por el municipio pasa la Cañada Real Soriana Occidental y la N-110. Además por la localidad trascurre el Camino de San Frutos, en la segunda etapa de su itinerario habitual.
| Noroeste: Brieva                 | Norte: Brieva y Santo Domingo de Pirón | Noreste: Santo Domingo de Pirón |
| Oeste: Espirdo y Torrecaballeros |                                        | Este: Santo Domingo de Pirón    |
| Suroeste: Torrecaballeros        | Sur: Torrecaballeros                   | Sureste: Rascafría (Madrid)     |

### Hidrografía

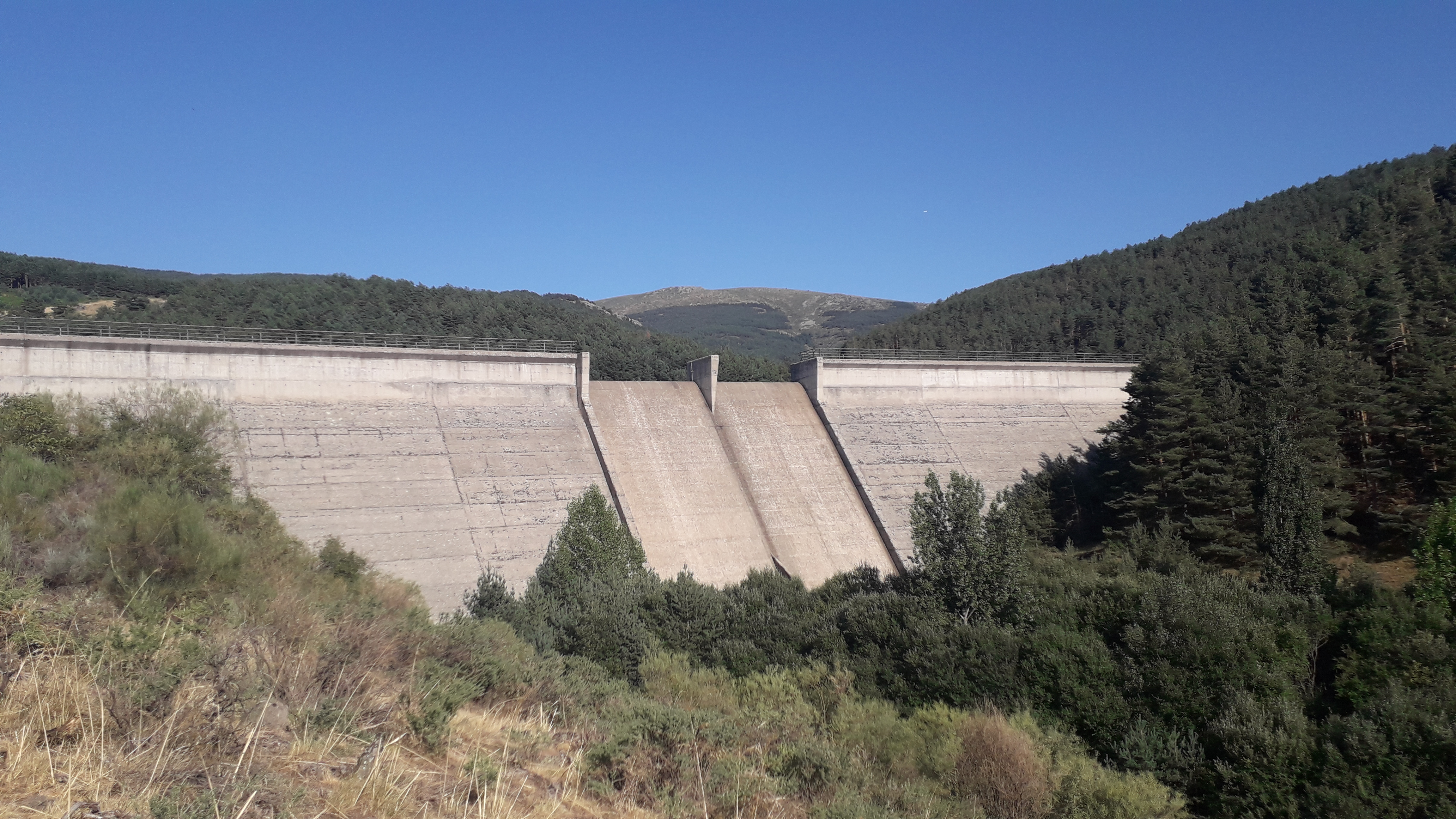
Presa del río Pirón

Parte del término municipal es atravesado por el río Pirón haciendo frontera con Santo Domingo de Pirón, naciendo en el vecino municipio de Sotosalbos. Tiene como afluentes en Basardilla los arroyos de Agustinos, de Peña del Gato, de las Corzas, del Pastizal y del Valle.
En la Sierra de Guadarrama entre este municipio y Santo Domingo de Pirón está situado el Embalse del Pirón que abastece a los municipios de la Mancomunidad Fuente del Mojón, incluido Basardilla.

## Geografía humana

### Demografía
Cuenta con una población de 136 habitantes (INE 2024).
| Gráfica de evolución demográfica de Basardilla entre 1828 y 2021 |
| |
| Población según el Diccionario geográfico-estadístico de España y Portugal de Sebastián Miñano. Población de derecho según los censos de población del INE. Población de hecho según los censos de población del INE. |

### Autobuses

Plano Metropolitano Segovia donde aparecen las líneas a su paso por Basardilla

Basardilla forma parte de la red de transporte Metropolitano de Segovia que va recorriendo los distintos pueblos de la provincia.
| Línea | Trayecto                                                                                              |
| ----- | --- |
| M5    | Santo Domingo de Pirón - Segovia (por Bellavista, Tizneros, Espirdo, La Higuera, Brieva y Basardilla) |

## Administración y política
| Periodo   | Nombre                          | Partido               |
| --------- | ------------------------------- | --------------------- |
| 1979-1983 | José González Garrido           | UCD                   |
| 1983-1987 | Marcelino Garrido Garrido       | AP                    |
| 1987-1991 | Marcelino Garrido Garrido       | PP                    |
| 1991-1995 | Jorge Rodríguez                 | PSOE                  |
| 1995-1999 | Manuel García Gómez             | PSOE                  |
| 1999-2003 | José Luis Sáenz                 | PP                    |
| 2003-2007 | José Luis Sáenz                 | Coalición PSOE CDS IU |
| 2007-2011 | José Francisco González Nicolás | PSOE                  |
| 2011-2015 | José María Calzada González     | PP                    |
| 2015-2019 | José Francisco González Nicolás | PSOE                  |
| 2019-2023 | Mariano Fernández Berzal        | IU                    |
| 2023-act. | Mariano Fernández Berzal        | IU                    |

## Cultura

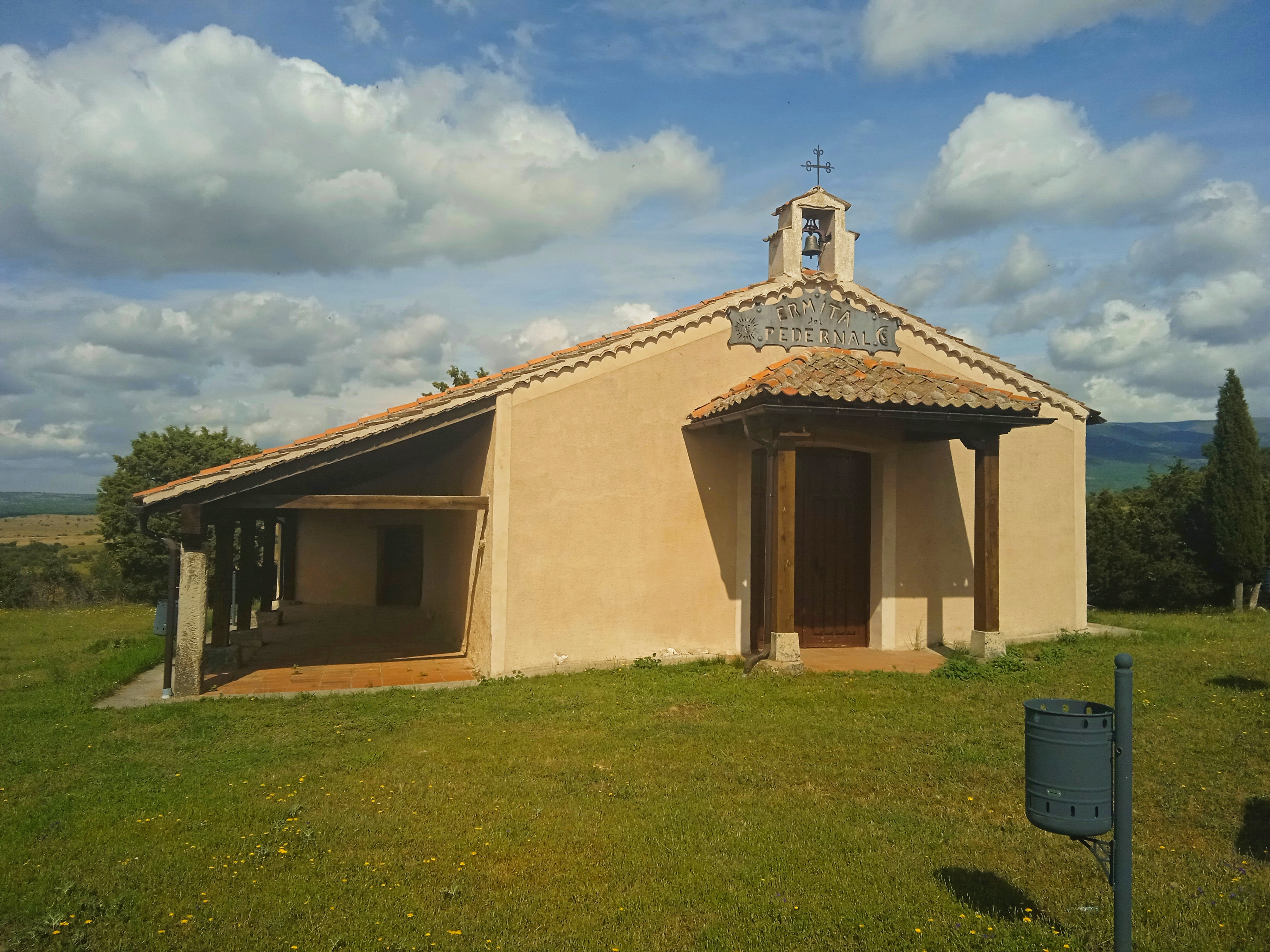
Ermita de Nuestra Señora del Pedernal, situada entre su término municipal y el de Torrecaballeros, es una de las partícipes en la leyenda de Las Tres Hermanas

### Patrimonio
- Iglesia de San Bartolomé: de estilo románico, es BIC desde 1994. Destaca la cabecera con dos ábsides semicirculares y portada de tres roscas, la central de florones anillados dentro de trapecios;
- Ermita Virgen del Pedernal: al pie de la sierra. En ruinas hasta 1991, cuando fue restaurada;
- Potro de herrar;
- Arquitectura tradicional, de casas bajas, con alguno de sus muros construidos directamente sobre la roca madre;
- Corral del Concejo, donde se custodiaba el ganado suelto abandonado y se devolvía a los dueños que lo reclamaban tras imponerles una multa;
- Calvario integrado 14 cruces de granito, construido entre el siglo XVII y XVIII.
- Fuente El Calvario;
- Cañada de la Vera de la Sierra;[11]
- Yacimiento arqueológico del despoblado de Los Alamillos;[12]
- Paraje natural del Cerro de El Guijo.[13]
- Reductos de Gacería, idioma originario de los tratantes de ganado y trilleros de pueblos del entorno de Cantalejo.[14]

### Fiestas
- Santa Águeda, el 5 de febrero;
- San Isidro, el 15 de mayo;
- Romería de la Virgen del Pedernal, el sábado anterior al domingo de Pentecostés;
- San Bartolomé, el fin de semana más próximo al 24 de agosto.

### Leyendas
Leyenda del Tuerto Pirón
El Tuerto de Pirón era un bandolero nacido en la localidad vecina de Santo Domingo de Pirón. Fernando Delgado Sanz, apodado el Tuerto de Pirón, robaba a los ricos, asaltaba iglesias y caminos, el entorno de Basardilla fue uno de los lugares donde tuvo más actividad.
Leyenda de las tres hermanas
Esto era un rey que tenía tres hijas: la Virgen de Hornuez (Moral de Hornuez), la del Henar (Cuéllar) y la de Hontanares de Eresma a cada cual más guapa y que se querían tanto que no podían pasar sin verse. Sin embargo, cuando estaban juntas tampoco podían dejar de regañar entre ellas así que el padre, aburrido de oírlas andar a la graña a todas horas, buscaba el modo de poner remedio a tan desesperante situación. Y fue estando en esas cuando se le ocurrió construir tres casas en lo alto de tres cerros bastante alejados entre sí; cuando estuvieron construidas encerró en cada una de ellas a una de sus hijas, que así podían verse sin pelear. Los lugares elegidos fueron unos cerros de Espirdo, Basardilla y Collado Hermoso, donde están las ermitas de Veladíez, Pedernal y la Sierra.